# Groupement des musées neuchâtelois
 (septembre 2015).
Si vous disposez d'ouvrages ou d'articles de référence ou si vous connaissez des sites web de qualité traitant du thème abordé ici, merci de compléter l'article en donnant les références utiles à sa vérifiabilité et en les liant à la section « Notes et références ».
Pour les articles homonymes, voir GMN.
Le Groupement des musées neuchâtelois (GMN) est une association suisse créée en 1984 dans le canton de Neuchâtel. Il réunit 34 entités locales.

## Description
Le groupement compte 34 membres dont 28 musées communaux, cantonaux, fédéraux ou gérés par des associations ou des fondations. Musées, sites industriels ou naturels, bibliothèques, les différents partenaires du groupement des musées neuchâtelois  ont des statuts juridiques différents. Les caractéristiques de l’ensemble des institutions sont cependant la détention de collections permanentes ou d'archives, leur mise en valeur dans des locaux adéquats et la présentation de celles-ci au public.  

## Histoire
Le GMN (groupement des musées neuchâtelois) a été créé le 14 juin 1984, plus comme une amicale que comme une association, afin de permettre aux conservateurs de mieux communiquer et échanger sur un pied d’égalité. « Selon les statuts de l’époque, un musée-président assurait la conduite du GMN pour une année et réunissait ses collègues conservateurs et conservatrices au moins deux fois l’an, dans les murs de son institution, pour deux assemblées dites "générales", l’une de printemps, l’autre d’automne. » 
Afin de représenter un interlocuteur valable face à l’Etat, le GMN a évolué vers une professionnalisation. En 1998, une modification importante des statuts est intervenue, l’intendance étant désormais assumée par l’un des grands musées du canton, un Comité institué pour un mandat de trois ans renouvelable une fois et une secrétaire nommée.
Depuis 2007, un président est nommé pour trois ans par les membres lors de l'assemblée générale de printemps ou d'automne. Le contrat peut-être renouvelé pour une nouvelle période de 3 ans, si les membres l'acceptent.

## Les collections neuchâteloises
Les plus anciennes collections remontent à la seconde moitié du XVIIIe siècle. La bibliothèque publique de Neuchâtel est créée en eﬀet en 1788 et bénéﬁcie très vite de dons exceptionnels, notamment des manuscrits et de nombreuses lettres autographes de Jean-Jacques Rousseau. La collection d’ethnographie, comme celle du Muséum d’histoire naturelle, remontent à 1795 et proviennent de la donation du général Charles Daniel de Meuron. Mais, c’est au cours du XIXe siècle que sont nées la plupart des collections du canton et c’est également durant ce siècle qu’elles se sont ouvertes au grand public. Des collections spéciﬁques comme celles liées à une industrie locale, l’horlogerie pour les Montagnes neuchâteloises par exemple, ou alors plus génériques comme celles des musées d’histoire et d’histoire naturelle. La seconde moitié du XXe siècle verra la création et l’ouverture de plusieurs musées ainsi que celle de deux sites en lien avec des activités industrielles. La diversité, la richesse de l’oﬀre culturelle et muséale du canton s’avèrent stimulantes et dégagent des synergies.

## Activités
Au nombre des réalisations du GMN, « il faut mentionner la création, en 1986, d’un Fonds cantonal de rapatriement auquel tous les musées peuvent faire appel lorsqu’une occasion se présente d’Acquérir un objet du patrimoine neuchâtelois pour le ramener dans les fonds publics du canton. On compte aussi la réalisation de plusieurs guides des musées neuchâtelois », des affiches communes, « ainsi que la participation des musées à diverses manifestations extérieures où le canton de Neuchâtel était invité : foire de l'Olma, Salon du Livre, Comptoir suisse, etc. »
Les membres de l'association participent actuellement[Quand ?] aux activités communes suivantes :
•  La mise en place de MUS-E, logiciel d'inventaire commun des collections, développé par des membres du GMN et le CEG (centre électronique de gestion) de Neuchâtel. Cette base permet à plusieurs musées de travailler sur un outil commun, consultable à distance via Internet, avec des accès protégés et personnalisés. Les conservateurs peuvent enrichir leur propre inventaire en s’appuyant sur les inventaires des autres collections du même type, évitant ainsi une multiplication des déﬁnitions pour un même type d’objets ou des erreurs d’interprétation lors d’objet orphelin dans une collection par exemple.
•   La COMPED (commission pédagogique), organise chaque année au mois d'avril une Journée des écoles où les classes sont invitées à visiter les musées avec de nombreuses activités à la clé ;
•  Des journées de formation ou de visites communes sont organisées pour l'ensemble des membres du GMN ;
•  "Sauf le lundi", une émission radio où chaque lundi, durant la période scolaire une classe du canton a visité l'un des musées en compagnie du conservateur et des guides de chaque institution (diﬀusée sur les ondes RTN le mercredi matin de janvier à juillet 2015) ;
•  Des manifestations propres aux musées, telles que la Nuit des Musées ou la Journée internationale des musées, donnent lieu à des promotions communes. La Nuit des Musées et la Journée internationale des musées, qui ont lieu chaque année au mois de mai, permettent une belle promotion des musées du canton ;
•  La Journée du patrimoine, chaque année en septembre, est aussi une occasion de faire connaître le GMN. Des réunions communes, des échanges d'idées montrent une belle solidarité et une envie de collaboration, de partenariat évidentes entre tous ces musées.